# 올림픽 난민 선수단
난민 올림픽 선수단은 난민인 독립 선수들로 구성된 선수단이다. 2016년 3월, 국제올림픽위원회 (IOC) 위원장 토마스 바흐는 전 세계 모든 난민들에게 희망의 상징으로서 난민 올림픽 선수단을 창설한다고 발표했으며, IOC는 2017년 9월 난민을 장기적으로 지원하기 위해 올림픽 난민 재단을 설립했다.
상징으로는 올림픽기와 올림픽 찬가가 사용된다. 2016년 하계 올림픽 개막식에 참가한 선수들은 입장했는데, 대표팀은 개최국 바로 앞, 끝에서 두 번째 순서로 경기장에 입장했다. 2020년과 2024년 하계 올림픽에서는 그리스 다음으로 경기장에 입장했다. 
2016년 하계 올림픽에서는 IOC 국가 코드로 ROT를 사용했으나, 2020년 하계 올림픽부터는 프랑스어 Équipe olympique des réfugiés의 약자인 EOR로 변경됐다. 2022년 현재까지 동계 올림픽에 참가한 난민 선수는 없다.
분쟁 지역과 인권이 침해되는 지역에서 스포츠 및 개인 활동을 수행하지 못하던 선수들에게 기회를 제공한 공로로 2022년 아스투리아스 공주상을 수상했다.
2024년 하계 올림픽 복싱 여자 75kg에서 신디 응감바가 동메달을 획득해 처음으로 메달을 확보한 난민 선수가 되었다. 2016년 하계 올림픽에서 이란 대표단 선수로 참가해 동메달을 획득한 키미아 알리자데는 2020년 하계 올림픽 난민 올림픽 대표팀에서 난민 선수로 참가했으며, 2022년 유럽 태권도 선수권 대회에서도 난민 선수로 참여해 동메달을 획득했다.

## 메달 집계

### 하계 올림픽 메달
| 올림픽                | 참가 인원          | 금 | 은 | 동 | 총 메달 수 | 순위 |
| 2016년 리우데자네이루 | 10                 | 0  | 0  | 0  | 0          | -    |
| 2020년 도쿄           | 29                 | 0  | 0  | 0  | 0          | –    |
| 2024년 파리           | 37                 | 0  | 0  | 1  | 1          | 84   |
| 2028년 로스앤젤레스   | 아직 개최되지 않음 |    |    |    |            |      |
| 2032년 브리즈번       | 아직 개최되지 않음 |    |    |    |            |      |
| 총                    | 총                 | 0  | 0  | 1  | 1          | –    |

## 메달리스트 목록
| 메달   | 이름        | 계략        | 스포츠 | 이벤트      |
| ------ | ----------- | ----------- | ------ | ----------- |
| 동메달 | 신디 응감바 | 2024년 파리 | 복싱   | 여성 미들급 |

## 같이 보기
- 올림픽 독립 선수단
- 패럴림픽 난민 선수단